# 画廊

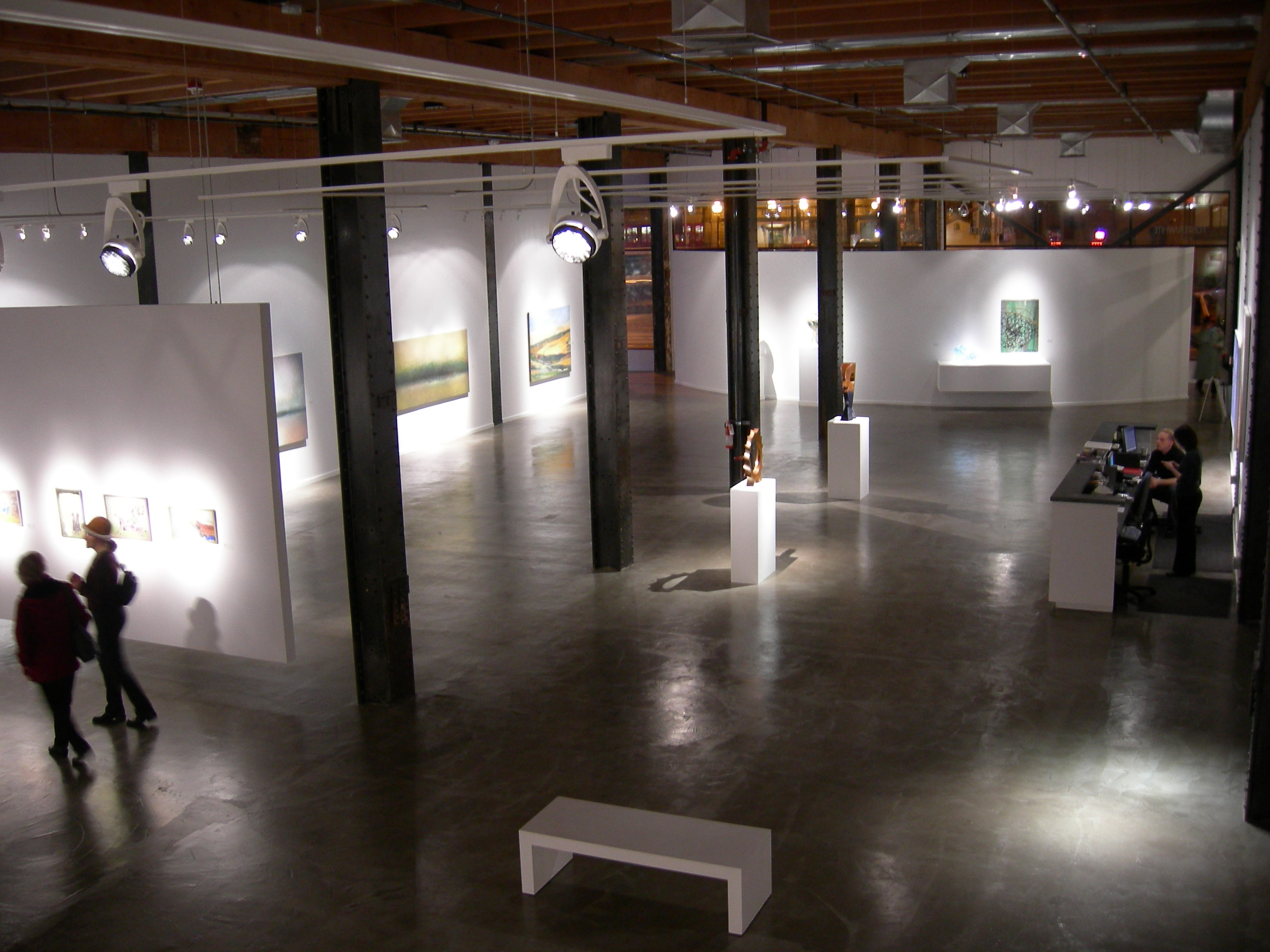
Foster-White 畫廊，先驅廣場，西雅圖，華盛頓。

画廊（英語：Art gallery），指集陈列、展示、收藏或销售美术作品为一体的场所或机构，中文中也特指从事艺术品销售的商业机构。

## 语源
中文中，“画廊”一词早在隋唐时期已经存在，指有彩绘、壁画的走廊，多存在于宗教建筑，如唐代羊士谔《王起居独游青龙寺玩红叶因寄》诗中的“十亩苍苔绕画廊”的“画廊”指的就是青龙寺中的彩绘走廊。现代意义的“画廊”一词源自意大利语的，本意为走廊。16世纪，欧洲贵族开始将所藏的艺术品在府邸回廊陈列、展示，如佛罗伦萨公爵科西莫一世·德·美第奇在1560年建成的乌菲兹宫的回廊中就展示了美第奇家族的众多艺术品。到19世纪，从法国开始出现收藏、陈列或销售美术作品的机构，仍被称为“画廊”。